# Tamerinstitutet
Tamerinstitutet (engelska: Tamer Institute for Community Education, arabiska: مؤسسة تامر للتعليم المجتمعي) är en palestinsk organisation som driver utbildnings- och läsfrämjandeprojekt för barn och ungdomar på Västbanken och i Gazaremsan. Institutet grundades 1989 och har huvudkontor i Ramallah. 
Den svenska biståndsorganisationen Diakonia stödjer, med finansiering från Sida, sedan 1993 Tamer Institutes barnlitteraturprogram i de palestinska områdena.
År 2009 tilldelades organisationen det sjunde litteraturpriset till Astrid Lindgrens minne.